# ملکو
ملکو (انگلیسی: Melco) شرکت سخت‌افزار رایانه ژاپنی است، که در سال ۱۹۷۵ تأسیس شد.